# 지미 헨드릭스
제임스 마셜 "지미" 헨드릭스(영어: James Marshall "Jimi" Hendrix, 1942년 11월 27일 ~ 1970년 9월 18일)는 미국의 싱어송라이터이자 음악가였다. 그는 역사상 가장 위대하고 영향력 있는 기타리스트 중 한 명으로 널리 평가받고 있다. 1992년, 그는 자신의 밴드인 지미 헨드릭스 익스피리언스의 일원으로 로큰롤 명예의 전당에 헌액되었으며, 이 기관은 그를 "아마도 록 음악 역사상 가장 위대한 연주자"라고 묘사하고 있다.
헨드릭스는 워싱턴주 시애틀에서 태어났으며, 15세에 기타 연주를 시작했다. 1961년 미국 육군에 입대했으나, 이듬해 전역하였다. 이후 그는 테네시주의 클라크스빌을 거쳐 내슈빌로 이주하였고, 치틀린 서킷이라 불리는 흑인 음악 공연 무대에서 연주 활동을 시작했다. 그는 아이즐리 브라더스의 백 밴드에 합류하였고, 이후 리틀 리처드와도 함께 활동했으며, 1965년 중반까지 협업을 이어갔다. 이후 그는 커티스 나이트 앤 더 스콰이어스와 함께 연주했다.
1966년 말, 애니멀스의 베이시스트였던 채스 챈들러가 그의 매니저가 되면서 헨드릭스는 영국으로 건너갔다. 몇 달 만에 그는 베이시스트 노엘 레딩과 드러머 미치 미첼로 구성된 리듬 섹션과 함께 자신의 밴드인 지미 헨드릭스 익스피리언스를 결성하였고, 〈Hey Joe〉, 〈Purple Haze〉, 〈The Wind Cries Mary〉 등 세 곡을 영국 싱글 차트 톱 10에 올렸다. 그는 1967년 몬터레이 팝 페스티벌에서의 공연을 통해 미국에서도 명성을 얻게 되었다. 1968년에 발매된 그의 세 번째이자 마지막 스튜디오 음반 《Electric Ladyland》는 상업적으로 가장 큰 성공을 거둔 작품으로, 미국 빌보드 200 차트에서 1위를 기록한 유일한 음반이 되었다. 당시 세계에서 가장 높은 출연료를 받는 록 음악가였던 헨드릭스는 1969년 우드스톡 페스티벌과 1970년 아일 오브 와이트 페스티벌에서 헤드라이너로 공연하였다. 그는 1970년 9월, 27세의 나이에 런던에서 바르비투르산 수면제에 의한 질식으로 사망하였다.

## 어린 시절
헨드릭스는 아프리카계 미국인 및 체로키족 혈통으로 알려져 있다. 그의 부계 조부인 버트란 필란더 로스 헨드릭스는 1866년에 태어났으며, 어배너 (오하이오주 또는 일리노이주) 출신의 곡물 상인과 패니라는 여성 사이의 혼외 관계에서 태어난 인물이다. 당시 이 곡물 상인은 지역에서 가장 부유한 인물 중 하나로 알려져 있다. 헨드릭스의 부계 조모인 제노라 "노라" 로즈 무어는 전직 무용가이자 보드빌 공연자로, 밴쿠버의 호건스 앨리에 위치한 파운틴 채플의 공동 설립자이기도 하다. 헨드릭스와 무어는 캐나다 밴쿠버로 이주하였으며, 1919년 6월 10일에 아들 제임스 앨런 헨드릭스를 낳았다. 가족들은 그를 "알(Al)"이라는 애칭으로 불렀다.
1941년, 알은 워싱턴주 시애틀로 이사한 후 무도회에서 루실 지터 (1925년~1958년)를 만났고, 그들은 1942년 3월 31일에 결혼했다. 루실의 아버지 (지미의 외할아버지)는 프레스턴 지터 (1875년)였으며, 그의 어머니는 버트란 필랜더 로스 헨드릭스와 유사한 환경에서 태어났다. 루실의 어머니인 클라리스 (혼전성 로슨)는 노예였던 아프리카계 미국인 조상을 두고 있었다. 알은 제2차 세계 대전에 참전하기 위해 미 육군에 징집되었고, 결혼 3일 후 기초 군사 훈련을 시작하기 위해 떠났다. 조니 앨런 헨드릭스는 1942년 11월 27일, 시애틀에서 태어났으며, 그는 루실의 다섯 자녀 중 첫 번째였다. 1946년, 조니의 부모는 그의 이름을 알과 알의 고인이 된 형제 리언 마샬을 기리기 위해 제임스 마샬 헨드릭스로 변경했다.
헨드릭스가 태어났을 당시 알은 앨라배마주에 주둔 중이었고, 출산을 위해 군인들에게 주어지는 일반적인 휴가는 거부당했다. 그의 지휘관은 그가 시애틀에 있는 갓난아들을 보기 위해 탈영하는 것을 막기 위해 그를 영창에 가두었다. 그는 재판 없이 두 달 동안 수감되었고, 영창에 있는 동안 아들의 출생을 알리는 전보를 받았다. 알이 3년간 부재하는 동안 루실은 아들을 키우기 위해 고군분투했다. 알이 없을 때 헨드릭스는 주로 가족과 친구들이 돌보았고, 특히 루실의 여동생 델로레스 홀과 그녀의 친구 도로시 하딩이 돌보았다. 알은 1945년 9월 1일, 미 육군에서 명예 제대를 받았다. 두 달 후 루실을 찾을 수 없었던 알은 가족 친구인 챔프 부인의 캘리포니아주 버클리 집으로 갔고, 챔프 부인은 헨드릭스를 돌보며 입양하려고 했던 인물이었다. 이곳에서 알은 처음으로 아들을 보았다.

## 군복무
학교를 떠나 낙하산병으로 입대해 복무하는 동안에도 ‘The King Casuals’라는 밴드를 조직했지만, 훈련 도중 부상을 입고 스무 살에 의병제대했다. 이후 1965년까지 리틀 리처드·아이크&티나 터너·샘 쿡 등의 록·팝·R&B 보컬 밴드의 기타리스트로 활약했다. 하지만 3년여의 세션 기간 동안 그는 왼손으로 기타를 연주하는 것만이 특별할 뿐 그의 음악적 자질에 대해 별다른 평가를 얻지 못했다.

## 경력

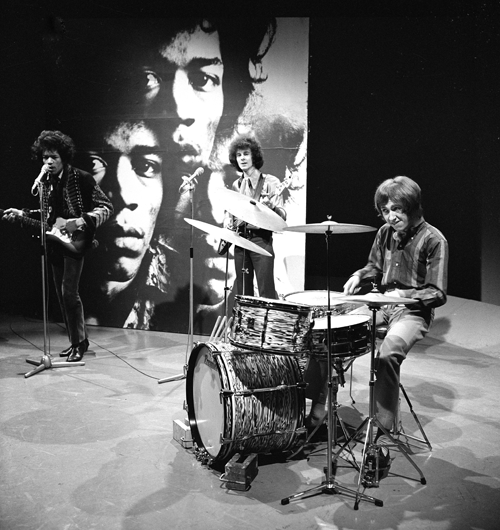
지미 헨드릭스 익스피리언스는 1967년 네덜란드의 텔레비전 쇼 펜클루프에서 공연한다.

전역 후 만나게 된 리틀 리처드(Little Richard)에 의해 그와 지미는 같은 밴드에서 연주를 하게 된다. 지미는 리틀 리처드와의 활동 외에도 블루스 뮤직의 살아있는 교본 비비 킹(B.B. King), 로니 영블러드(Ronnie Youngblood)와 같은 영향력있는 아티스트들과 연주하면서 지미의 실력과 명성은 급부상하기 시작한다.
제임스 마셜 헨드릭스는 자신만의 음악을 하고 싶어져서 1965년 리틀 리처드 밴드를 떠난 지미 제임스(Jimi James)와 블루 플레임스(Blue Flames)라는 그룹을 만들어 활동하다가 베이시스트 노엘 레딩(Noel Redding)과 드러머 미치 미첼(Mitch Mitchell)을 만나서 전설이 된 3인조 밴드인 지미 헨드릭스 익스피리언스(The Jimi Hendrix Experience)를 조직하여 영국에서 먼저 레코딩을 발매하였다. 그 곡들이 불후의 명곡들인 〈Foxy Lady〉, 〈Hey Joe〉, 〈The Wind Cries Mary〉, 그리고 〈Purple Haze〉이다.
1967년 몬트레이 팝 페스티벌에 참가하여 열정적인 재능의 연주를 하여 자신의 이름을 사람들이 기억하게끔한 지미는 기타의 판도를 완전하게 바꾸어버린 기념비적인 데뷔 앨범 《Are You Experienced》(1967)를 발표한다.
1967년의 세상은 지미의 기타 연주와 그의 밴드멤버들의 뮤지션쉽에 주목하여 열광했는데, 특히 지미는 꺼리김이 없이 자신이 생각하는 자연의 원초적인 에너지를 기타톤으로 표현하여 자신이 죽기 전까지도 식지않은 열정으로 들려주었고, 그의 순수한 노랫말 표현에 맞추어 기타응용의 정형성을 뛰어넘지만 자유스럽고 느슨한, 그 누구도 시도하지 않았던 비타협적이고도 창조적인 산물들을 그득하게 뽑아내는 삶을 살았다.
1967년에 발표한 두 번째 앨범 《Axis : Bold As Love》에서도 지미는 〈Spanish Castle Magic〉, 〈Wait Until Tomorrow〉, 〈Little Wing〉, 〈If 6 Was 9〉과 같은 불멸의 고전을 이루어주었다.
그리고 1968년, 세 번째이자 지미 헨드릭스 익스피리언스의 마지막 앨범인 《Electric Ladyland》가 발표되었다. 이 앨범의 〈Voodoo Child (Slight Return)〉은 스티비 레이 본 (Stevie Ray Vaughan,SRV)을 비롯한 수많은 기타리스트들의 모티브가 되었다. 펑키한 사운드가 매력적인 〈Rainy Day, Dream Away〉, 정갈한 연주와 인상적인 멜로디가 있는 〈Crosstown Traffic〉과 밥 딜런(Bob Dylan)의 원곡보다 더 유명해진 〈All Along The Watchtower〉 등이 포함되어 있다.
1969년 초, 밴드가 해체된 후 멤버들은 각자의 행로로 흩어졌고 지미는 개인 스튜디오 '일렉트릭 레이디랜드'를 꾸며서는 매우 실험적인 성격의 (실제 일렉트로닉 음악에도 영향을 남긴) 사이키델릭의 사운드를 잔뜩 녹음했는데, 그 결과에 관해 지미는 자신의 영향력이나 유명세가 자신 혼자만의 힘으로 제어되지 않는 상태임을 감안하여 그 사운드들을 다른 관점의 허용과 동시에 자신 삶의 체험이라고 정의하며 함께한 멤버들은 없었지만 자신으로써는 완벽하게 과거의 Experienced 이름을 다하게 되었다라고 말을 줄였다.
그리고 69년 여름에 열린 우드스탁 페스티벌에 이전 동료였던 미치 미첼과, 친구였던 빌리 콕스(Billy Cox)와 함께 참여하여 〈Red House〉, 〈Voodoo Child(Slight Return)〉, 〈The Star Spangled Banner〉등을 연주하기도 했다.
이듬해인 1970년, 그는 자신의 오랜 친구인 버디 마일스(Buddy Miles), 빌리 콕스와 밴드 오브 집시스(Band Of Gypsys)를 결성하며 필모어 이스트에서 가진 공연 실황을 담은 동명의 타이틀 라이브 데뷔 앨범 《Band Of Gypsys》(1970)를 발표하였지만 그해 9월 사망하였다. 영국 런던의 스마르칸트 호텔 지하에서 1970년 9월 18일 수면제 과다복용 상태에서 발견되었는데, 토사물이 기도를 막아 질식사하게 되었다고 알려진 것이 가장 유력한 사망원인이다.
네 장의 정규 앨범만으로도 자신의 삶을 이야기하고 지금까지도 음악열정의 모티브가 되고 있는 타오르는 숯과 같은 제임스 마셜 헨드릭스는 타계 이후에도 계속적으로 무수한 라이브 앨범과 편집 앨범, 리마스터드 앨범, 미발표곡들이 여러 스튜디오로부터 정리되어 발표되고 있다.

## 음반 목록
지미 헨드릭스 생전에 발매된 앨범은 스튜디오 앨범 석장과 라이브인 Band of Gypsys 뿐이다. 각종 라이브 앨범은 최근 재발매 음반일수록 비교적 완전한 형태를 띠고 있다. 희귀곡 모음에는 미공개곡도 있지만 주로 앨범 수록곡의 다른 버전이다. 앞쪽의 년도는 녹음년도이다.

### 스튜디오
- 1967 《Are You Experienced》
- 1967 《Axis: Bold as Love》
- 1968 《Electric Ladyland》
- 1969* 《Valleys of Neptune》 (2010) [앨범 발매 예정이던 미공개곡 모음]
- 1970* 《First Rays of the New Rising Sun》 (1997) [앨범 발매 예정이던 미공개곡 모음으로 사후 발매 앨범 The Cry of Love / Rainbow Bridge / War Heroes 수록곡 복원]

### 라이브와 모음집
- 1967 Live at Monterey
- 1967* BBC Sessions [2CD]
- 1968 Winterland [4CD]
- 1969 Live at Woodstock [2CD]
- 1969 Live at the Fillmore East [2CD, 라이브인 Band of Gypsys의 확장판]
- 1970 Live at Berkeley
- 1970 Blue Wild Angel: Live at the Isle of Wight [2CD]
- ---- Stages [4CD, Stockholm '67 / Paris '68 / San Diego '69 / Atlanta '70]
- ---- South Saturn Delta [데모와 미공개곡 모음] (1997)
- ---- West Coast Seattle Boy [4CD, 희귀곡 모음, CD1 1964 / CD2 1967 / CD3 1968 / CD4 1969]
- ---- The Jimi Hendrix Experience [4CD, 희귀곡 모음]